# حسنعلی محمدی
حسنعلی محمّدی (زادهٔ ۲۰ تیر ۱۳۵۳) سیاستمدار ایرانی و دبیر کمسیون صنایع و معادن و نماینده حوزه انتخابیه فسا در دوره دوازدهم مجلس شورای اسلامی است.  وی دانش‌آموخته دکترای مدیریت صنعتی است و پیش از ورود به مجلس به عنوان رئیس شورای شهر فسا فعالیت می‌کرد.